# Cicerone denuncia Catilina
Il Cicerone denuncia Catilina, noto anche come Cicerone accusa Catilina in Senato, è un affresco del 1880 del pittore e scultore italiano Cesare Maccari. L'opera è conservata, insieme ad altre del medesimo autore, nella  "Sala Maccari" di Palazzo Madama, sede del Senato della Repubblica Italiana, a Roma.

## Descrizione
I senatori sono tutti in toga candida.
Il console Cicerone denuncia, di fronte a tutto il Senato, Catilina, che aveva ordito una congiura ai danni dello stesso Cicerone e di tutta la Res Publica, pronunciando l'Oratio in Catilinam Prima in Senatu Habita, cioè la Prima Catilinaria. Catilina è in primo piano come un escluso e a debita distanza da Cicerone, intento ad ascoltare in modo sprezzante il suo avversario e a meditare sulle sue malefatte. Le mani di Catilina sembra quasi che affondino come degli artigli tra le pieghe della sua toga.
Mentre Cicerone attacca Catilina, gli altri senatori, che ascoltano inebetiti l'accusa di Cicerone contro Catilina (cioè di cospirare contro la Repubblica romana e di aver assoldato dei sicari per ucciderlo), si sono già allontanati dal seggio del rivoltoso, rimasto completamente in disparte dal resto dell'assemblea e seduto ricurvo su sé stesso.
La maggior parte dei senatori ascolta e guarda attentamente Cicerone, mentre pochi altri (quelli più in alto, vicino al seggio di Catilina) osservano l'imputato con aria sbigottita e parlano tra di loro.
Inoltre, la luce che illumina Cicerone è calda ed abbagliante, mentre Catilina sembra esser piuttosto in ombra rispetto a lui.

## Storia
Nel 63 a.C., dopo aver mancato più volte l'elezione a console, Catilina decise di ordire una congiura per rovesciare la Repubblica. Ma il console in carica, Marco Tullio Cicerone, riuscì a sventare la congiura e a ripristinare (anche se per poco tempo) l'ordine a Roma.
Catilina contava soprattutto sulla plebe, a cui prometteva radicali riforme, e sugli altri nobili decaduti, ai quali prospettava un vantaggioso sovvertimento dell'ordine costituito, che lo avrebbe probabilmente portato ad assumere un potere monarchico o quasi. Venuto a conoscenza del pericolo che lo stato correva grazie alla soffiata di Fulvia, amante del congiurato Quinto Curio, Cicerone fece promulgare dal Senato un senatus consultum ultimum de re publica defendenda, cioè un provvedimento con cui si attribuivano, come era previsto in situazioni di particolare gravità, poteri speciali ai consoli.
Sfuggito poi ad un attentato da parte dei congiurati di Catilina, che si erano presentati a casa sua con la scusa di salutarlo, Cicerone convocò il Senato nel tempio di Giove Statore, dove pronunciò una violenta accusa a Catilina, con il discorso noto come Prima Catilinaria:
(Cicerone, incipit di Catilinariae orationes)
Catilina, visti i suoi piani svelati, fu costretto a lasciare Roma per ritirarsi in Etruria presso il suo sostenitore Gaio Manlio, lasciando la guida della sua congiura ad alcuni uomini di fiducia, Publio Cornelio Lentulo Sura e Gaio Cornelio Cetego.
Grazie alla collaborazione con una delegazione di ambasciatori inviati a Roma dai Galli Allobrogi, Cicerone poté però trascinare anche Lentulo e Cetego davanti al senato: gli ambasciatori, incontratisi con i congiurati, che avevano dato loro documenti scritti in cui promettevano grandi benefici se avessero appoggiato Catilina, furono arrestati in modo del tutto fittizio, e i documenti caddero nelle mani di Cicerone. Questi portò Cetego, Lentulo e gli altri davanti al senato, ma nel decidere quale pena dovesse essere applicata, si scatenò un acceso dibattito: dopo che molti avevano sostenuto la pena capitale, Gaio Giulio Cesare propose di punire i congiurati con il confino e la confisca dei beni. Il discorso di Cesare provocò scalpore, ed avrebbe probabilmente convinto i senatori se Marco Porcio Catone Uticense non avesse pronunciato un altrettanto acceso discorso in favore della pena di morte. I congiurati furono quindi giustiziati, e Cicerone annunziò la loro morte al popolo con la formula:
(Cicerone)
poiché era considerato di cattivo auspicio pronunciare la parola "morte" (ed espressioni di significato affine come "sono morti") nel foro. Catilina fu poi sconfitto, nel gennaio 62, in battaglia assieme al suo esercito.
Cicerone, che non smise mai di vantare il proprio ruolo determinante per la salvezza dello stato (si ricordi il famoso verso di Cicerone sul suo consolato: Cedant arma togae, trad: "che le armi lascino il posto alla toga [del magistrato]"), grazie al ruolo svolto nel reprimere la congiura, ottenne un prestigio incredibile, che gli valse addirittura l'appellativo di pater patriae. Nonostante ciò, la scelta di autorizzare la condanna a morte dei congiurati senza concedere loro la provocatio ad populum (ovvero l'appello al popolo, che poteva decretare la commutazione della pena capitale in una pena detentiva) gli sarebbe costata cara soltanto pochi anni dopo.

## Critiche
Se da una parte il dipinto di Maccari aveva suscitato molta ammirazione, dall'altra è stato aspramente criticato per la sua inaccuratezza storica.
In primo luogo, in tale occasione i senatori della Repubblica Romana non si erano riuniti nella consueta sede del Senato (Curia Hostilia), bensì nel Tempio di Giove Statore.
In secondo luogo, Cicerone viene raffigurato piuttosto anziano rispetto a Catilina, mentre quest'ultimo sembra molto più giovane. In realtà all'epoca Cicerone aveva 43 anni e Catilina era più vecchio di lui di 2 anni, quindi ne aveva 45. Si può pensare che questo particolare sia voluto dal pittore per attribuire simbolicamente "un'anziana saggezza" alla figura di Cicerone.

## Influenza culturale
Questo dipinto viene spesso riportato su manuali e libri di testo di storia, al punto tale che questa raffigurazione del Senato Romano di Maccari ha molto influenzato la presentazione dell'edificio e dell'assemblea nei libri. Viene anche considerato il dipinto più famoso raffigurante il consolato di Cicerone.